# سورة فاطر

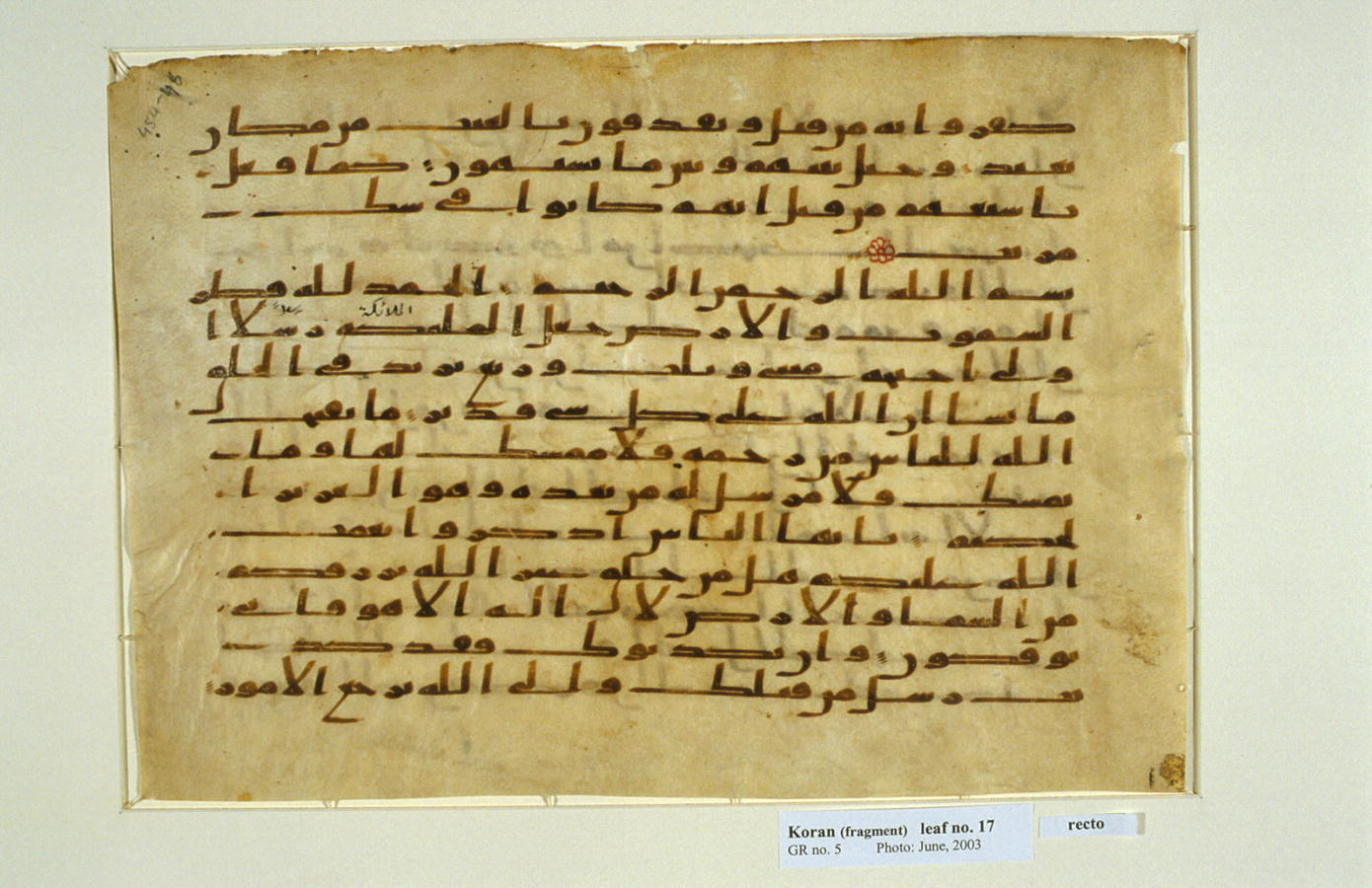
نهاية سورة سبأ وأول عشر آيات من سورة فاطر في مخطوطة

سورة فاطر سورة مكية، من المثاني، آياتها 45، وترتيبها في المصحف 35، في الجزء الثاني والعشرين، وتسمى سورة الملائكة، بدأت بحمد الله والثناء عليه: ﴿الْحَمْدُ لِلَّهِ فَاطِرِ السَّمَاوَاتِ وَالْأَرْضِ جَاعِلِ الْمَلَائِكَةِ رُسُلًا أُولِي أَجْنِحَةٍ مَثْنَى وَثُلَاثَ وَرُبَاعَ يَزِيدُ فِي الْخَلْقِ مَا يَشَاءُ إِنَّ اللَّهَ عَلَى كُلِّ شَيْءٍ قَدِيرٌ ۝١﴾، نزلت بعد سورة الفرقان، والفاطر هو أحد أسماء الله الحسنى.

## من تفسيرفي ظلال القرآن
السمة البارزة في هذه الإيقاعات هي تجميع الخيوط كلها في يد القدرة المبدعة ، وإظهار هذه اليد لتحرك الخيوط كلها وتجمعها وتقبضها وتبسطها. وتشدها وترخيها بلا معقب ولا شريك ولا ظهير، ومنذ ابتداء السورة إلى ختامها نلمح هذه السورة البارزة: ﴿الْحَمْدُ لِلَّهِ فَاطِرِ السَّمَاوَاتِ وَالْأَرْضِ جَاعِلِ الْمَلَائِكَةِ رُسُلًا أُولِي أَجْنِحَةٍ مَثْنَى وَثُلَاثَ وَرُبَاعَ يَزِيدُ فِي الْخَلْقِ مَا يَشَاءُ إِنَّ اللَّهَ عَلَى كُلِّ شَيْءٍ قَدِيرٌ ۝١﴾.
- هذه القبضة القوية تنفرج فترسل بالرحمة ﴿مَا يَفْتَحِ اللَّهُ لِلنَّاسِ مِنْ رَحْمَةٍ فَلَا مُمْسِكَ لَهَا وَمَا يُمْسِكْ فَلَا مُرْسِلَ لَهُ مِنْ بَعْدِهِ وَهُوَ الْعَزِيزُ الْحَكِيمُ ۝٢﴾ [فاطر:2].
- الخلق والتكوين والنسل والأجل كلها خيوطها بيد الله: ﴿والله خلقكم من تراب ثم من نطفة ثم جعلكم أزواجاً﴾ [فاطر:11].
- يد الله مبدعة تعمل في هذا الكون بطريقتها، تصبغ وتلون في الجماد والنبات والحيوان والإنسان ﴿أَلَمْ تَرَ أَنَّ اللَّهَ أَنْزَلَ مِنَ السَّمَاءِ مَاءً فَأَخْرَجْنَا بِهِ ثَمَرَاتٍ مُخْتَلِفًا أَلْوَانُهَا وَمِنَ الْجِبَالِ جُدَدٌ بِيضٌ وَحُمْرٌ مُخْتَلِفٌ أَلْوَانُهَا وَغَرَابِيبُ سُودٌ ۝٢٧ وَمِنَ النَّاسِ وَالدَّوَابِّ وَالْأَنْعَامِ مُخْتَلِفٌ أَلْوَانُهُ كَذَلِكَ إِنَّمَا يَخْشَى اللَّهَ مِنْ عِبَادِهِ الْعُلَمَاءُ إِنَّ اللَّهَ عَزِيزٌ غَفُورٌ ۝٢٨﴾ [فاطر:27–28].
- في قبضة الله تتجمع مقاليد السماوات والأرض وحركات الكواكب والأفلاك: ﴿يُولِجُ اللَّيْلَ فِي النَّهَارِ وَيُولِجُ النَّهَارَ فِي اللَّيْلِ وَسَخَّرَ الشَّمْسَ وَالْقَمَرَ كُلٌّ يَجْرِي لِأَجَلٍ مُسَمًّى ذَلِكُمُ اللَّهُ رَبُّكُمْ لَهُ الْمُلْكُ وَالَّذِينَ تَدْعُونَ مِنْ دُونِهِ مَا يَمْلِكُونَ مِنْ قِطْمِيرٍ ۝١٣﴾ [فاطر:13].
- يد الله تنقل خطى البشر وتنقل الجيل للجيل: ﴿هو الذي جعلكم خلائف في الأرض﴾ [فاطر:39].
- يد الله تمسك بهذا الكون الهائل وتحفظه من الزوال: ﴿إن الله يمسك السماوات والأرض أن تزولا﴾ [فاطر:41].
- يد الله هي القابضة على الأمور لا يعجزها شيء على الإطلاق: ﴿ما كان الله ليعجزه من شيء في السماوات ولا في الأرض﴾ [فاطر:44].

## وصلات خارجية
- سورة فاطر: تجويد-تفسير - موقع Altafsir.com